# Kelly Wells
Kelly Wells (Fulton, Illinois; 10 de mayo de 1984) es una actriz pornográfica, bailarina exótica y modelo erótica estadounidense

## Carrera
En 2002, tras cursar sus estudios, se trasladó a Las Vegas con un amigo. Donde, en 2004, comenzó una carrera como estríper en Palomino Club (Las Vegas), ingresó en la agencia de modelos para adultos Skin City Models, y comenzó su carrera en la industria del cine para adultos en 2004, a los 20 años de edad.
En octubre de 2006 fue nombrada la DanniGirl del mes del sitio web Danni.com. En ese mismo año ella grabó una escena (con lluvia dorada) con el polémico actor y director Max Hardcore en el vídeo Max Faktor 18.